# Tyla Nathan-Wong
Tyla Nathan-Wong (n. en Auckland el 1 de julio de 1994) es una jugadora internacional neozelandesa de rugby siete y touch rugby ("tocata"). 
Pertenece a la iwi maorí de los Ngāpuhi, y también tiene ascendencia china y europea. Empezó a jugar al rugby en el Lynfield College.
Una jugadora de gran velocidad, Nathan-Wong es una atleta natural. Debutó con la selección femenina de rugby 7 de Nueva Zelanda en 2012 con 18 años de edad y era la jugadora más joven seleccionada. Era un miembro del equipo nacional de sevens que ganó la Copa del Mundo de Rugby 7 de 2013 en Rusia. En 2013 ganó el premio de deportista femenina júnior maorí y fue finalista para el mismo premio en el año 2014.
En 2015 fue elegida "Jugadora del año" de rugby 7 de Nueva Zelanda.
Nathan-Wong fue seleccionada para el equipo de rugby 7 que compitió en el torneo femenino de rugby en los Juegos de Río. Obtuvieron la medalla de plata, después de perder la final frente a Australia por 24-17.